# Шмідт Віра Федорівна
Віра Федорівна Шмідт (уроджена Яницька; 1889—1937) — російська та радянська психоаналітик та педагог; секретар Російського психоаналітичного товариства, автор брошури «Психоаналітичне виховання в Радянській Росії» і ряду статей з психоаналитичного вивчення дитинства.

## Біографія

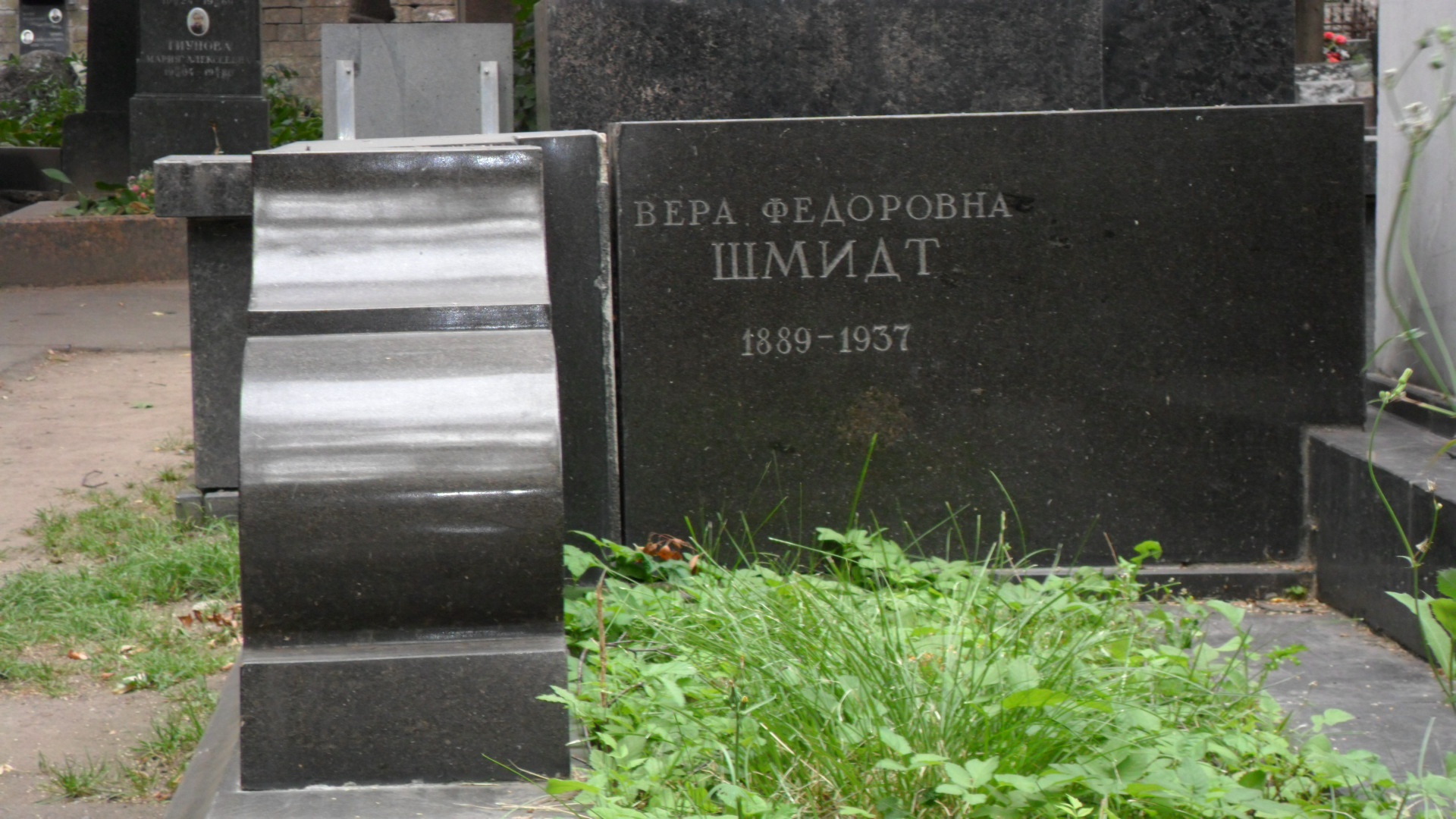
Могила Віри Шмідт на Новодівичому кладовищі

Віра Шмідт народилася і виросла в Старокостянтинові Волинської губернії, в родині лікарів Федора Феодосійовича Яницького (1852—1937) та Єлизавети Львівни Гросман (1853—1913). Мати — одна з перших жінок-лікарок в Російській імперії, донька колезького асесора, лікаря Одеського повітового училища, який пізніше став статським радником, Льва Мойсейовича Гросмана (1819—1896). Батько — військовий лікар-хірург, дійсний таємний радник, генерал-полковник, член Медичної ради при Головному військово-санітарному управлінні УСРР і консультант Головного військово-санітарного управління Червоної Армії. Багато років батьки Віри Шмідт працювали земськими лікарями в Полтавській губернії. У родині, крім Віри, було ще троє дітей. Двоє з них померли в дитинстві, тому їх імена невідомі. Молодший брат Віри Федорівни — бібліотечний діяч, книгознавець, бібліограф, історик, географ, статистик, доктор географічних наук, письменник Микола Федорович Яницький.
В Одесі Віра Федорівна Шмідт закінчила Маріїнську жіночу гімназію із золотою медаллю. У 1912 році В. Ф. Шмідт закінчила історичний факультет Вищих жіночих (Бестужівських) курсів. Брала участь у революційному русі: у 1905 році брала участь у страйку учнів Одеси, відвідувала зібрання, брала участь у вуличних демонстраціях. У 1913 році Федір Яницький (з сином Миколою та донькою Вірою) постановою сенату, був визнаний у спадковому дворянському достоїнстві з правом на внесення до дворянської родовідної книги, до третьої її частини. В 1917 році виїхала з чоловіком, О. Ю. Шмідтом, до Петроград, а потім в цьому ж році — переїхала до Москви. Після революції В. Ф. Шмідт закінчила курси в Інституті вищої нервової діяльності (1920-ті рр.) та Університеті марксизму-ленінізму (1936 р.). Померла Віра Шмідт у 1937 році від раку щитоподібної залози, що розвинувся на тлі тривалої базедової хвороби.

## Професійна діяльність
У 1917 році Віра Шмідт починає працювати у дошкільному відділенні Народного комісаріату освіти, а потім з 1921 по 1925 рр. була однієї із співробітниць Дитячого будинку-лабораторії «Міжнародна солідарність», де велися систематичні спостереження за розвитком дітей молодшого віку. З 1930 р. вона працює в Експериментально-дефектологічному інституті.
Віра Шмідт займалася питаннями вивчення і виховання дітей в нормі і при відхиленнях у розвитку. Відзначала велику роль організованого виховання дітей, починаючи з дошкільного віку. Вважала за необхідне створити дошкільні заклади для дітей. Організація таких установ, на її думку, призведе до того, що діти прийдуть до школи з певним запасом навичок, досвіду, часто грамотними. Віра Шмідт також займалася науково-дослідною роботою. Нею вивчено вплив харчових рефлексів на величину безумовної слюновидільної реакції. У своїх роботах, що стосуються дітей з відхиленнями у розвитку, вона вивчала питання про шкідливий вплив на формування психічного розвитку дитини. Вона показала, що не тільки різні діти по-різному реагують на одні і ті ж обставини, але й те, що одна і та ж дитина в різні періоди свого життя може дати різні реакції. В. Ф. Шмідт показує, як несприятливі умови формують психопатоподібні риси в поведінці дитини. Її діяльність високо оцінював Лев Виготський.

## Родина
- Чоловік — математик, географ і полярник Отто Юлійович Шмідт. Спостереження за їхнім сином Воликом (кандидат технічних наук Володимир Оттович Шмідт, 1920—2008), лягли в основу двох її статей і великої книги «Щоденник матері» (1920—1923, опублікована 2009—2010).
- Син — кандидат технічних наук Володимир Оттович Шмідт (1920—2008)
- Тітка — відома перекладачка Марина Львівна Ліхтенштадт (уроджена Гроссман, 1857—1937), учасниця «Народой волі» і творець «Групи допомоги політичним в'язням Шліссельбургської каторжної в'язниці», дружина літератора і судового діяча Йосипа Мойсейовича Ліхтенштадта (1842—1896, їй присвячена книга Олексаедри Бруштейн «Квіти Шліссельбурґа»). Їх син (двоюрідний брат В. Ф. Шмідт) — есер-максималіст Володимир Осипович Ліхтенштадт (1882—1919, відомий також як Федір Мазін), був засуджений до смертної кари через повішення (заміненої на вічну каторгу) за участь у замаху на Петра Столипіна; перекладач головної праці Отто Вейнінгера «Стать і характер» (1908).
- Інша тітка — Раїса Львівна Прибильова (уроджена Розалія Львівна Гросман, 1858—1900), учасниця «Народної волі», засуджена у справі «сімнадцяти народовольців» (1883); дружина літераторів-народовольців Олександра Васильовича Прибильова (1857—1936) і Миколи Сергійовича Тютчева (1856—1924).
- Племінник, син брата Миколи Федоровича Яницького — радянський і російський соціолог, доктор філософських наук, професор Олег Миколайович Яницький.

## Твори
- Шмидт, В. Ф. Психоаналитические и педагогические труды. Т. 1: Дневник матери: первый год жизни. — Ижевск: ERGO, 2009. ISBN 978-5-98904-050-6
- Шмидт, В. Ф. Психоаналитические и педагогические труды. Т. 2: Дневник матери: второй и третий годы жизни. — Ижевск: ERGO, 2010. ISBN 978-5-98904-061-2
- Шмидт, В. Ф. Психоаналитические и педагогические труды. Т. 3: Психоаналитическое воспитание. — Ижевск: ERGO, 2012. ISBN 978-5-98904-065-0
- Vera Schmidt. Sämtliche Werke. Ahriman-Verlag GmbH, 2010. EAN: 978-3894848194